# Elske McCain
Pour les articles homonymes, voir McCain.
Elske McCain est une actrice, scénariste et productrice américaine, née le 4 septembre 1976 à Yuma en Arizona.

## Filmographie
Actrice
- 1994 : Guet-apens (The Getaway) : la conductrice
- 1994 : Silent Fury : Girl Playing Pool
- 2005 : The Goat Sucker (court métrage) : Candy
- 2006 : All the French Are Whores (court métrage) : Bitch
- 2006 : Poultrygeist: Night of the Chicken Dead : la manifestante nue
- 2007 : The Search for the Next Elvira (série télévisée) : elle-même
- 2007 : You're Next 3: Pajama Party Massacre (court métrage) : Christine
- 2007 : Gimme Skelter : Erika Trudell
- 2008 : Splatter Movie: The Director's Cut : Elsie Romney
- 2009 : Welcome to My Darkside! (documentaire) : elle-même
- 2009 : Into the Pit: The Shocking Story of Deadpit.com (documentaire) : elle-même
- 2009 : Tromatized: Meet Lloyd Kaufman (documentaire) : elle-même
- 2009 : Trade In : Jenny
- 2009 : Killer Biker Chicks : Doc
- 2009 : Caged Lesbos A-Go-Go : Grier
- 2009 : Vaginal Holocaust : Alice
- 2009 : Defective Man! : Martha
- 2009 : Incest Death Squad : Elske
- 2010 : Jessicka Rabid : Jessicka
- 2010 : Strip Club Slasher : Kitty Carlson
- 2013 : IndieHorror.TV Director's Chats (série télévisée) : elle-même

Productrice exécutive ou associée
- 2005 : The Goat Sucker (court métrage)
- 2006 : All the French Are Whores (court métrage)
- 2010 : Jessicka Rabid

Scénariste
- 2010 : Jessicka Rabid